# Dicyrtoma bellingeri
Dicyrtoma bellingeri är en urinsektsart som beskrevs av Jerry Allen Snider 1990. Dicyrtoma bellingeri ingår i släktet Dicyrtoma och familjen Dicyrtomidae. Inga underarter finns listade i Catalogue of Life.